# أسماك الفقاعات
أسماك الفقاعات (بالإنجليزية: Bubble Guppies)‏ هو مسلسل رسوم متحركة مخصص للأطفال من إنتاج نيكلوديون، المسلسل عبارة عن مزيج من الرسوم الكوميدية ،التعليمية، الترفيهية وموسيقية، تدور أحاثه حول مغامرات تحت الماء لمجموعة من أطفال مرحلة ما قبل المدرسة وهم مولي، جيل، جوبي، ديما،أونا نوني وزولي. صدر الموسم الأول من المسلسل في 24 يناير 2011.

## روابط خارجية
- أسماك الفقاعات على موقع IMDb (الإنجليزية)
- أسماك الفقاعات على موقع نتفليكس (الإنجليزية)
- أسماك الفقاعات على موقع كينوبويسك (الروسية)
- أسماك الفقاعات على موقع قاعدة بيانات الفيلم (الإنجليزية)